# کومونیگا
کومونیگا (به بلغاری: Komuniga) روستایی در بلغارستان است که در شهرستان چرنوچن واقع شده‌است. کومونیگا ۲۶٫۶۶۵ کیلومتر مربع مساحت و ۱٬۱۵۰ نفر جمعیت دارد.